# 해럴드 사카타
해럴드 사카타(Harold Sakata, 1920년 7월 1일 ~ 1982년 7월 29일)는 일본계 미국인 프로레슬러 겸 배우다.
하와이섬 출신으로 1982년 호놀룰루에서 사망하였다. 사인은 간암이다. 일본식 이름은 사카타 도시유키(坂田 敏行)다.

## 영화
- 최가박당 3 - 여황밀령 (1984년)
- 데쓰 디멘션 (1978년)
- 해저 금괴 대소동 (1978년)
- 헤로인 커넥션 (1966년)
- 007 골드핑거 (1964년) - 오드잡 역